# گلیز ۳۱۷
گلیز ۳۱۷ یک ستاره است که در صورت فلکی قطب‌نما قرار دارد.